# Elektrownia Tramwajowa w Warszawie

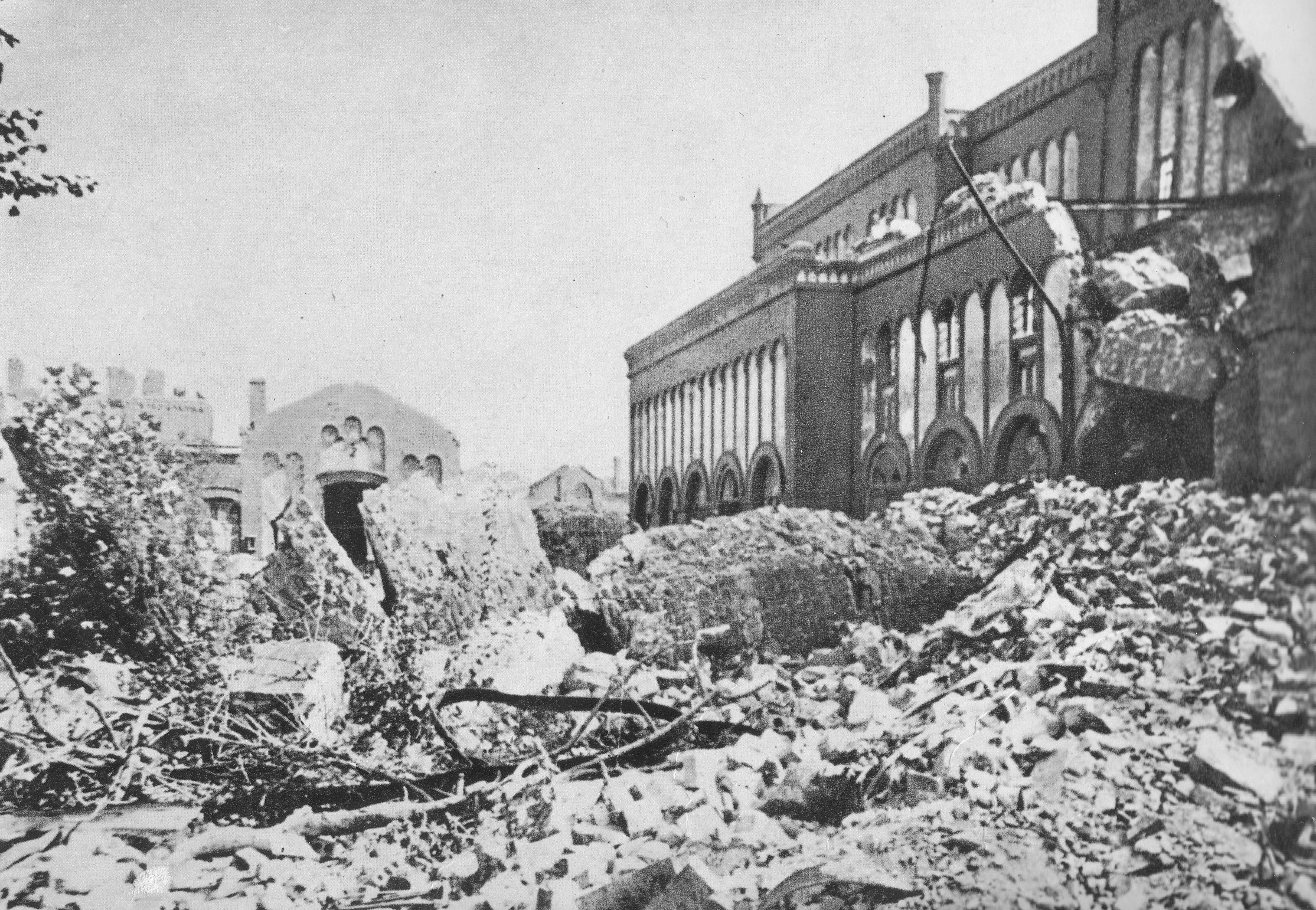
Zniszczony kompleks elektrowni w 1945

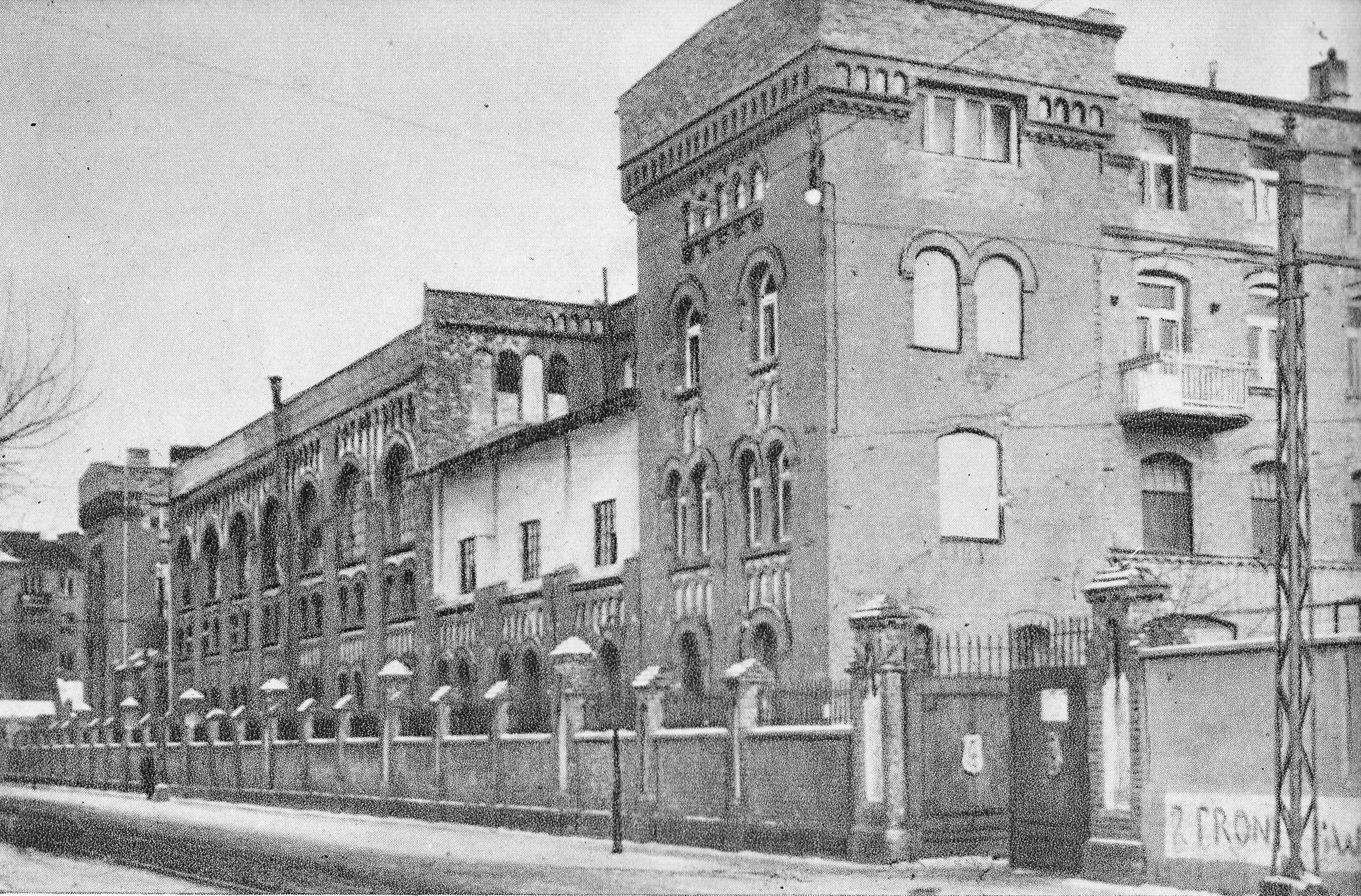
Odbudowany ze zniszczeń wojennych budynek elektrowni ok. 1949

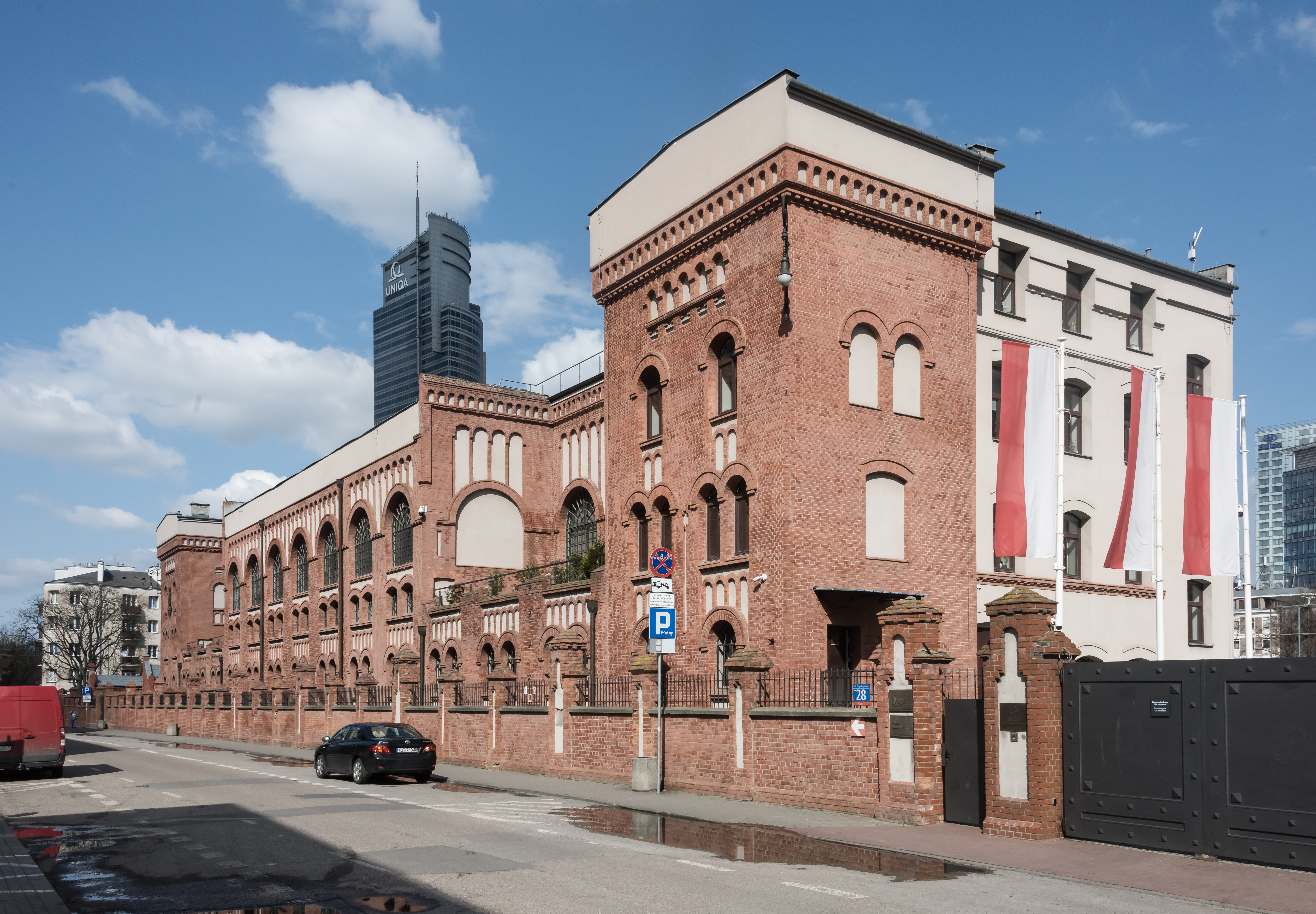
Budynek po zaadaptowaniu na Muzeum Powstania Warszawskiego

Elektrownia Tramwajowa – dawna elektrownia tramwajowa znajdująca się w Warszawie przy ul. Przyokopowej 28. 
Neoromański budynek elektrowni został wzniesiony w latach 1905–1909. Od 2004 siedziba Muzeum Powstania Warszawskiego.

## Historia
W 1903 podjęto pierwsze prace nad elektryfikacją tramwajów w Warszawie na napięciu 600 V prądu stałego, niemniej problem zasilania planowano rozwiązać przez przekształcanie prądu zmiennego pobieranego z Elektrowni Warszawskiej.
Ostatecznie w latach 1905–1908 została zbudowana własna elektrownia tramwajowa przy ulicy Przyokopowej. Lokalizacja ta miała związek z bliskością stacji towarowej Kolei Warszawsko-Wiedeńskiej, skąd dostarczane miało być paliwo do wytwarzania energii elektrycznej – węgiel kamienny. W zespole budynków elektrowni znalazły się: 6 kotłów parowych produkcji Fitzner-Gamper, hala maszyn z 3 turbinami parowymi i generatorami prądu stałego produkcji Siemens-Schuckert o łącznej mocy 3600 kW. Oprócz tego znalazły się tu skraplacze pary, zespoły pomp, warsztaty oraz akumulatornia – służąca do wyrównania wahań napięcia oraz jako rezerwa mocy w godzinach zwiększonego zapotrzebowania (w godzinach nocnych jedyne źródło zasilania). Zbudowano budynek administracji. Wraz z elektrownią powstała też bocznica kolejowa, wykopano studnię artezyjską.
7 lutego 1908 nastąpiło uruchomienie elektrowni i zaczęły się próbne jazdy tramwajów elektrycznych. Pierwszy tramwaj elektryczny wyjechał na ulice miasta  26 marca 1908. 
13 kwietnia 1917 wybuchł kocioł, w wyniku czego zginął jeden z pracowników, uszkodzeniu uległy kotłownia i hala maszyn wraz ze znajdującymi się tam urządzeniami. Dopiero po 6 tygodniach uruchomiono ponownie elektrownię dzięki sprowadzeniu dwóch kotłów z elektrowni na Powiślu wraz z 2 generatorami o mocy 1200 kW każdy (prowizorycznie ustawione kotły zostały później zastąpione 4 kotłami sprowadzonymi z likwidowanej Przędzalni Braci Briggs w Markach). Grób pracownika elektrowni, Piotra Lędziakowskiego, który zginął w wyniku wybuchu kotła znajduje się na cmentarzu Powązkowskim w kwaterze 220. Na jego pomniku znajdują się fragmenty kratownic z konstrukcji hali elektrowni. Słupki wokół mogiły to wypełnione mieszanką betonową szyny tramwajowe, a wiszące między nimi łańcuchy zrobiono z fragmentów łańcuchów napędowych.
W latach 1918–1923 dobudowano nowe skrzydło budynku elektrowni oraz zamontowano 2 nowe turbozespoły produkcji Brown-Boveri o mocy 1250 kW każdy, co pozwoliło na odprowadzanie pary grzewczej do sąsiednich budynków. Do 1939 zamontowano w elektrowni jeszcze 6 wydajniejszych kotłów parowych i 2 kolejne turbozespoły o mocy 4000 kW każdy uzyskując moc łączną 10500 kW (dodatkowo mając możliwość uruchomienia 2 starych generatorów o mocy łącznej 2400 kW).
Podczas obrony Warszawy we wrześniu 1939 elektrownia została uszkodzona, co spowodowało zatrzymanie komunikacji tramwajowej w mieście 8 września. Uszkodzone zostały 2 turbozespoły o mocy 4000 kW każdy i część urządzeń pomocniczych. Dopiero w 1941 elektrownia dysponowała całą dostępną mocą. 6 sierpnia 1944, w czasie powstania warszawskiego, elektrownia została zbombardowana przez Niemców, a po upadku powstania mury wysadzono. Z uwagi na zniszczenie elektrowni w 90% po 1945 tramwaje i trolejbusy korzystały wyłącznie z sieci ogólnomiejskiej.
W 1945 zdecydowano, że elektrownia zostanie odbudowana jako ciepłownia, w związku ze zmianą zasilania sieci trakcyjnej z podstacji trakcyjnych zasilanych z sieci miejskiej (pierwsze podstacje działały już przed II wojną światową). Budynek przekazano Stołecznemu Przedsiębiorstwu Energetyki Cieplnej. W 2003 władze miasta zdecydowały o ulokowaniu w nim Muzeum Powstania Warszawskiego.

## Współczesność
Zeszpecony szarym tynkiem tzw. barankiem w latach 70. XX wieku budynek został przebudowany według projektu architekta Wojciecha Obtułowicza, a w środku po usunięciu kotłów i innych ciężkich elementów została wykonana ekspozycja przez zespół – Mirosław Nizio, Jarosław Kłaput i Dariusz Kunowski. Spod tynku odsłonięto klinkierową cegłę, a z tyłu budynku powstała 35-metrowa wieża na której umieszczono Znak Polski Walczącej.
W lutym 2005 oddano do użytku kaplicę muzealną, na której budowę pozwolił specjalnym dekretem z 24 czerwca 2004 Józef kardynał Glemp, prymas Polski, nadając jej tytuł Błogosławionego Józefa Stanka, kapelana poległego w czasie powstania – jednego ze 108 męczenników II wojny światowej wyniesionych na ołtarze w 1999.